# Michał Pluciński

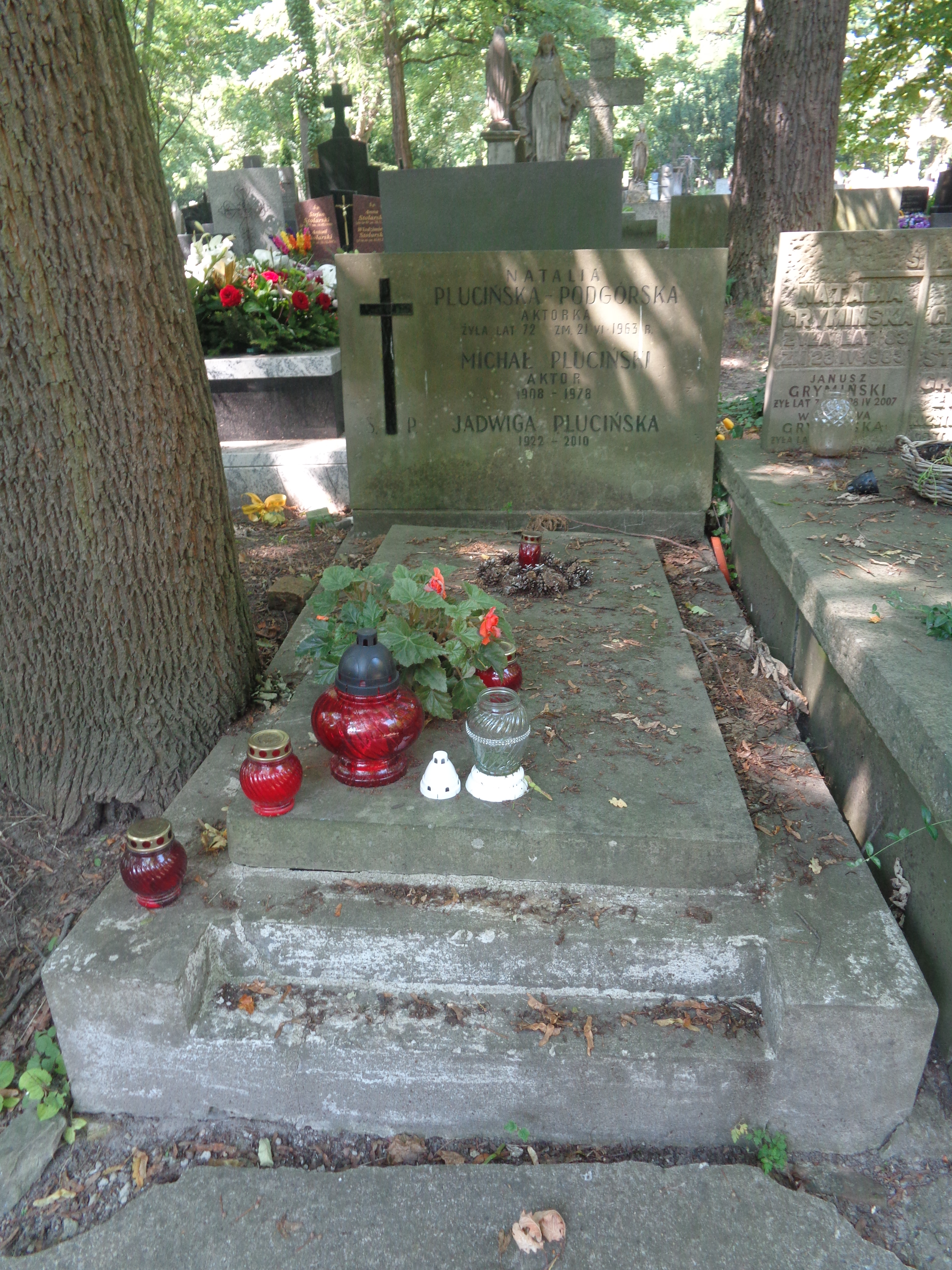
Nagrobek Michała Plucińskiego na cmentarzu powązkowskim

Michał Pluciński (ur. 17 stycznia 1908 w Warszawie, zm. 2 marca 1978 tamże) – polski aktor teatralny i filmowy.

## Życiorys
Był synem Władysława Plucińskiego i Natalii z Erlichów. Występował w teatrach w Łodzi, Płocku, Poznaniu, Włocławku, Warszawie. W czasie swojej kariery aktorskiej odgrywał role pierwszo- i drugoplanowe m.in. Henryk IV l. Pirandella w Teatrze Narodowym w Warszawie w 1958 w spektaklu Żywa Maska.
W 1941 wystąpił w antypolskim, nazistowskim, propagandowym filmie Heimkehr, w którym wcielił się w rolę sierżanta policji. Za udział w tym filmie władze podziemne skazały Plucińskiego na karę infamii, a w 1948 aktor został skazany na 5 lat więzienia.
Został pochowany na cmentarzu Powązkowskim w Warszawie (kwatera 289-1-21).

## Filmografia
- 1939 – Sportowiec mimo woli jako Stefan, przyjaciel Jerzego (reż. Mieczysław Krawicz)
- 1941 – Heimkehr jako sierżant granatowej policji (reż. Gustav Ucicky)
- 1958 – One dwie i on jeden (spektakl telewizyjny) jako Wallace Sanford (reż. Czesław Szpakowicz)
- 1958 – Dolina strachu (spektakl telewizyjny) jako Cecil Barker (reż. Czesław Szpakowicz)
- 1959 – Powiem Wam, kto zabił (spektakl telewizyjny) (reż. Józef Słotwiński)
- 1959 – Gość kamienny (spektakl telewizyjny) (reż. Jerzy Hoffman)
- 1960 – Krzyżacy (film) jako kapelan królewski (reż. Aleksander Ford)
- 1963 – Naprawdę wczoraj jako dyplomata, mąż Ewy (reż. Jan Rybkowski)
- 1965 – Piąta bomba (spektakl telewizyjny) jako Konsul (reż. Józef Słotwiński)
- 1965 – Dym (spektakl telewizyjny) (reż. Bogdan Trukan)
- 1966 – Stawka większa niż życie (spektakl telewizyjny) jako Gruner (reż. Janusz Morgenstern)
- 1967 – Pajęczyna (spektakl telewizyjny) jako Herman (reż. Józef Słotwiński)
- 1967 – Ostatnie rozmowy (spektakl telewizyjny) (reż. Andrzej Konic)
- 1967 – Ojciec (film) jako Lipowski, ojciec Zenobiusza (reż. Jerzy Hoffman)
- 1968 – Bilans (spektakl telewizyjny) jako Kramer (reż. Ireneusz Kanicki)
- 1969 – Gniewko, syn rybaka (spektakl telewizyjny) jako Opat dominikanów (reż. Bohdan Poręba)
- 1969 – Epilog norymberski (spektakl telewizyjny) (reż. Jerzy Antczak)
- 1970 – Epilog norymberski jako mecenas Nelte (reż. Jerzy Antczak)
- 1970 – Balladyna (spektakl telewizyjny) (reż. Ewa Petelska i Czesław Petelski)
- 1973 – Kariera Artura UI (spektakl telewizyjny) jako Goodvill (reż. Jerzy Gruza)
- 1973 – Dom nad Loarą (spektakl telewizyjny) jako Ksiądz Baussan (reż. Henryk Drygalski)
- 1974 – Twarz pokerzysty (spektakl telewizyjny) jako Dorado (reż. Stanisław Wohl)
- 1974 – Małżeństwo Antoniny (spektakl telewizyjny) jako Hoffstede (reż. Józef Słotwiński)
- 1975 – Pogrążyć się w mroku (spektakl telewizyjny) jako Doktor Holomb (reż. Ireneusz Kanicki)
- 1975 – Morderca z pociągu (spektakl telewizyjny) jako ojciec Marioli (reż. Józef Słotwiński)
- 1975 – Kazimierz Wielki (film) jako Jan Luksemburski, król Czech (reż. Ewa Petelska i Czesław Petelski)
- 1976 – Samolot do Londynu (spektakl telewizyjny) jako George Barclay (reż. Józef Słotwiński)
- 1977 – Przed burzą (spektakl telewizyjny) jako Rawlings (reż. Roman Wionczek)
- 1977 – Noce i dnie (serial telewizyjny) (reż. Jerzy Antczak)
- 1977 – Lalka (serial telewizyjny) jako ojciec Wokulskiego (reż. Ryszard Ber)